# Detlev W. Belling
Detlev W. Belling (* 2. Juni 1952 in Berlin) ist ein deutscher Rechtswissenschaftler und ehemaliger Hochschullehrer an der Universität Potsdam.

## Leben
Belling studierte Rechtswissenschaften an der Freien Universität Berlin und an der University of Illinois, USA. Auf Grund seiner von Wilfried Schlüter betreuten Dissertation über „Das Günstigkeitsprinzip im Arbeitsrecht“ (1984) wurde er von der Westfälischen Wilhelms-Universität in Münster promoviert.
Die Habilitation erfolgte am 31. Oktober 1989 am Fachbereich Rechtswissenschaft der Westfälischen Wilhelms-Universität Münster. Seine Habilitationsschrift behandelt „Die Haftung des Betriebsrats gegenüber den Arbeitnehmern und dem Arbeitgeber“ (1990). Er wurde 1990 an der Rheinischen Friedrich-Wilhelms-Universität Bonn, Institut für Arbeitsrecht und Recht der Sozialen Sicherheit, zum Universitätsprofessor ernannt. Von 1991 bis 2018 war er Inhaber des Lehrstuhls für Bürgerliches Recht, Arbeits- und Sozialrecht an der Universität Potsdam. In dieser Zeit wurde er als Professor mit der Fliege und strenger Korrektor von Examensklausuren bekannt.
Vom 1. Oktober 1999 bis 30. September 2000 übte er das Amt des Dekans der Juristischen Fakultät aus. Sein wissenschaftliches Werk umfasst deutsch- und fremdsprachige Arbeiten aus dem Verfassungsrecht, dem Bürgerlichen Recht, dem Gesellschaftsrecht sowie aus dem Individual- und Kollektivarbeitsrecht; ein Schwerpunkt liegt im Bereich des kirchlichen Arbeitsrechts. Er koordinierte den Studiengang "Deutsches Recht: Die Deutsche Rechtsschule mit Ausbildung zum Fachübersetzer" der Universitäten Szeged (Ungarn) und Potsdam. Die Universität Szeged verlieh ihm im Jahr 2011 die Ehrenpromotion (doctor honoris causa). Dem Schiedsgerichtshof der Deutsch-Türkischen Industrie- und Handelskammer (AHK) gehört er als Vizepräsident an.
In der Evangelischen Kirche und ihrer Diakonie engagiert er sich ehrenamtlich: Er war Direktor des Evangelischen Instituts für Kirchenrecht e.V. an der Universität Potsdam und seit dem Jahr 2005 Vorsitzender der Mitgliederversammlung des Diakonischen Werks Berlin-Brandenburg-schlesische Oberlausitz; als solcher gehörte er dem Diakonischen Rat an. Im Landesausschuss für Innere Mission a.V. (LAFIM, heute Lafim-Diakonie) übte er das Amt des Vorsitzenden des Kuratoriums aus, in der LAFIM – Landesausschuss für Innere Mission – Dienste für Menschen gemeinnützige AG das Amt des Vorsitzenden des Aufsichtsrats. In der Legislaturperiode 2006 – 2008 war er berufenes Mitglied der Landessynode und Mitglied der Kirchenleitung der Evangelischen Kirche Berlin-Brandenburg-schlesische Oberlausitz.
2014 war Belling Gegenstand zahlreicher Artikel in der Presse, als er Strafanzeige wegen Beleidigung und Verleumdung gegen eine Studentin stellte. Er hatte die Studentin angezeigt, weil sie ihn in Folge einer Schuldrechtsklausur am Ende des Wintersemesters mit vulgären Schmähungen überzogen hatte. Einige Tage später zog Belling seine Anzeige zurück, nachdem die Studentin sich entschuldigt hatte.

## Schriften
- Das Günstigkeitsprinzip im Arbeitsrecht (Dissertation), Münsterische Beiträge zur Rechtswissenschaft, Heft 1, Berlin, 1984. ISBN 978-3-428-05531-9
- Die Haftung des Betriebsrats und seiner Mitglieder für Pflichtverletzungen (Habilitationsschrift), Tübingen, 1990. ISBN 978-3-16-145640-4
- JuS-Entscheidungen: Höchstrichterliche Rechtsprechung zum Arbeitsrecht, 75 Entscheidungen für Studium, Examen und Praxis. Auflage, München 2000. ISBN 3406377521
- Das Selbstbestimmungsrecht Minderjähriger bei medizinischen Eingriffen - Eine rechtsvergleichende Studie zum amerikanischen, englischen, französischen und deutschen Recht, Schriftenreihe Familie und Recht, Bd. 6, Neuwied, Kriftel, Berlin, 1994. ISBN 978-3-472-01574-1
- Legal Protection Against Breaches of Duty on the Part of the German Works Councils - a Fata Morgana?, Berlin/Heidelberg 2000. ISBN 978-3-642-63104-7